# Hargo Mulyo
Hargo Mulyo is een bestuurslaag in het regentschap Gunung Kidul van de provincie Jogjakarta, Indonesië. Hargo Mulyo telt 6299 inwoners (volkstelling 2010).